# جون إيرل (لاعب كريكت)
جون إيرل (31 يوليو 1788 - 20 أبريل 1866)  (بالإنجليزية: John Earl)‏ هو لاعب كريكت بريطاني.